# Seznam dílů seriálu Džungle rtěnek
Toto je seznam dílů seriálu Džungle rtěnek.

## Přehled řad
| Řada | Díly | Premiéra v USA | Premiéra v USA  | Premiéra v ČR  | Premiéra v ČR   |
| Řada | Díly | První díl      | Poslední díl    | První díl      | Poslední díl    |
| ---- | ---- | -------------- | --------------- | -------------- | --------------- |
| 1    | 7    | 7. února 2008  | 20. března 2008 | 6. ledna 2010  | 17. února 2010  |
| 2    | 13   | 24. září 2008  | 9. ledna 2009   | 24. února 2010 | 19. května 2010 |

## Seznam dílů

### První řada (2008)
| Č. v seriálu | Č. v řadě | Původní název                   | Český název                         | Režie             | Scénář                                                            | Premiéra v USA  | Premiéra v ČR  |
| ------------ | --------- | ------------------------------- | ----------------------------------- | ----------------- | ----------------------------------------------------------------- | --------------- | -------------- |
| 1            | 1         | Pilot                           | Kapitola první                      | Gary Winick       | DeAnn Heline, Eileen Heisler, Billy Bob Dupree a Candace Bushnell | 7. února 2008   | 6. ledna 2010  |
| 2            | 2         | Chapter Two: Nothing Sacred     | Kapitola druhá: Nic není svaté      | Timothy Busfield  | Oliver Goldstick                                                  | 14. února 2008  | 13. ledna 2010 |
| 3            | 3         | Chapter Three: Pink Poison      | Kapitola třetí: Růžový jed          | Jace Alexander    | John Levenstein                                                   | 21. února 2008  | 20. února 2010 |
| 4            | 4         | Chapter Four: Bombay Highway    | Kapitola čtvrtá: Dálnice do Bombaje | Jay Chandrasekhar | Rob Bragin                                                        | 28. února 2008  | 27. února 2010 |
| 5            | 5         | Chapter Five: Dressed to Kill   | Kapitola pátá: Ukradené šaty        | Timothy Busfield  | Amanda Lasher                                                     | 6. března 2008  | 3. února 2010  |
| 6            | 6         | Chapter Six: Take the High Road | Kapitola šestá: Cena přátelství     | Timothy Busfield  | Lisa Melamed                                                      | 13. března 2008 | 10. února 2010 |
| 7            | 7         | Chapter Seven: Carpe Threesome  | Kapitola sedmá: Trojice             | Timothy Busfield  | Lisa Alden a Dan Bucatinsky                                       | 20. března 2008 | 17. února 2010 |

### Druhá řada (2008–2009)
| Č. v seriálu | Č. v řadě | Původní název                                           | Český název                                       | Režie             | Scénář                                                       | Premiéra v USA     | Premiéra v ČR   |
| ------------ | --------- | ------------------------------------------------------- | ------------------------------------------------- | ----------------- | ------------------------------------------------------------ | ------------------ | --------------- |
| 8            | 1         | Chapter Eight: Pandora's Box                            | Kapitola osmá: Pandořina skříňka                  | Timothy Busfield  | Oliver Goldstick                                             | 24. září 2008      | 24. února 2010  |
| 9            | 2         | Chapter Nine: Help!                                     | Kapitola devátá: Pomoc!                           | Don Scardino      | Dan Bucatinsky a Lisa Melamed                                | 1. října 2008      | 3. března 2010  |
| 10           | 3         | Chapter Ten: Let It Be                                  | Kapitola desátá: Nech to být                      | Tricia Brock      | Yvette Lee Bowser a Jennie Snyder Urman                      | 8. října 2008      | 10. března 2010 |
| 11           | 4         | Chapter Eleven: The F-Word                              | Kapitola jedenáctá: Všechno naruby                | Timothy Busfield  | námět: Andrew Kreisberg a Brett Mahoney scénář: Lisa Melamed | 22. října 2008     | 17. března 2010 |
| 12           | 5         | Chapter Twelve: Scary, Scary Night                      | Kapitola dvanáctá: Strašidelná noc                | Michael Fields    | Jennie Snyder Urman a Dan Bucatinsky                         | 29. října 2008     | 24. března 2010 |
| 13           | 6         | Chapter Thirteen: The Lyin', The Bitch and The Wardrobe | Kapitola třináctá: Lež, mrcha a skříň             | Andrew McCarthy   | Oliver Goldstick a Francesca Rollins                         | 31. října 2008     | 31. března 2010 |
| 14           | 7         | Chapter Fourteen: Let the Games Begin                   | Kapitola čtrnáctá: Zahajte hry                    | Arlene Sanford    | Rick Marin a Ilene Rosenzweig                                | 7. listopadu 2008  | 7. dubna 2010   |
| 15           | 8         | Chapter Fifteen: The Sisterhood of the Traveling Prada  | Kapitola patnáctá: Cestování nalehko              | Melanie Mayron    | Yvette Lee Bowser                                            | 14. listopadu 2008 | 14. dubna 2010  |
| 16           | 9         | Chapter Sixteen: Thanksgiving                           | Kapitola šestnáctá: Hádej, kdo nepřijde na večeři | Timothy Busfield  | Mark Driscoll                                                | 21. listopadu 2008 | 21. dubna 2010  |
| 17           | 10        | Chapter Seventeen: Bye, Bye Baby                        | Kapitola sedmnáctá: Sbohem, děťátko               | Jay Chandrasekhar | Lisa Melamed                                                 | 5. prosince 2008   | 28. dubna 2010  |
| 18           | 11        | Chapter Eighteen: Indecent Exposure                     | Kapitola osmnáctá: Neslušné odhalování            | Timothy Busfield  | Jennie Snyder Urman                                          | 12. prosince 2008  | 5. května 2010  |
| 19           | 12        | Chapter Nineteen: Lovers' Leaps                         | Kapitola devatenáctá: Milenecké zvraty            | Ken Whittingham   | Mark Driscoll a Monica Beletsky                              | 2. ledna 2009      | 12. května 2010 |
| 20           | 13        | Chapter Twenty: La Vie En Pose                          | Kapitola dvacátá: Obyčejný život                  | Andrew McCarthy   | Oliver Goldstick a Maya Goldsmith                            | 9. ledna 2009      | 19. května 2010 |